# زابینه لیزیکی
زابینه کاتارینا لیزیکی (آلمانی: Sabine Katharina Lisicki؛ زادهٔ ۲۲ سپتامبر ۱۹۸۹) یک تنیس‌باز اهل آلمان است.